# Montanhas sagradas da China
As Montanhas Sagradas da China são divididas em dois grupos: um associado ao Taoísmo e outro ao Budismo. O primeiro grupo é conhecido pelo nome de Cinco Grandes Montanhas (chinês tradicional: 五嶽, chinês simplificado: 五岳, pinyin: Wǔyuè), e o segundo como Quatro Montanhas Sagradas do Budismo (chinês: 四大佛教名山, pinyin: Sìdà Fójiào Míngshān).
As montanhas sagradas de ambos os grupos são importantes locais de peregrinação, sendo mesmo a expressão chinesa para peregrinação (chinês tradicional: 朝聖, chinês simplificado: 朝圣, pinyin: cháoshèng) uma versão reduzida da expressão que significa "homenagear uma montanha sagrada" (chinês tradicional: 朝拜聖山, chinês simplificado: 朝拜圣山, pinyin: cháobài shèng shān).

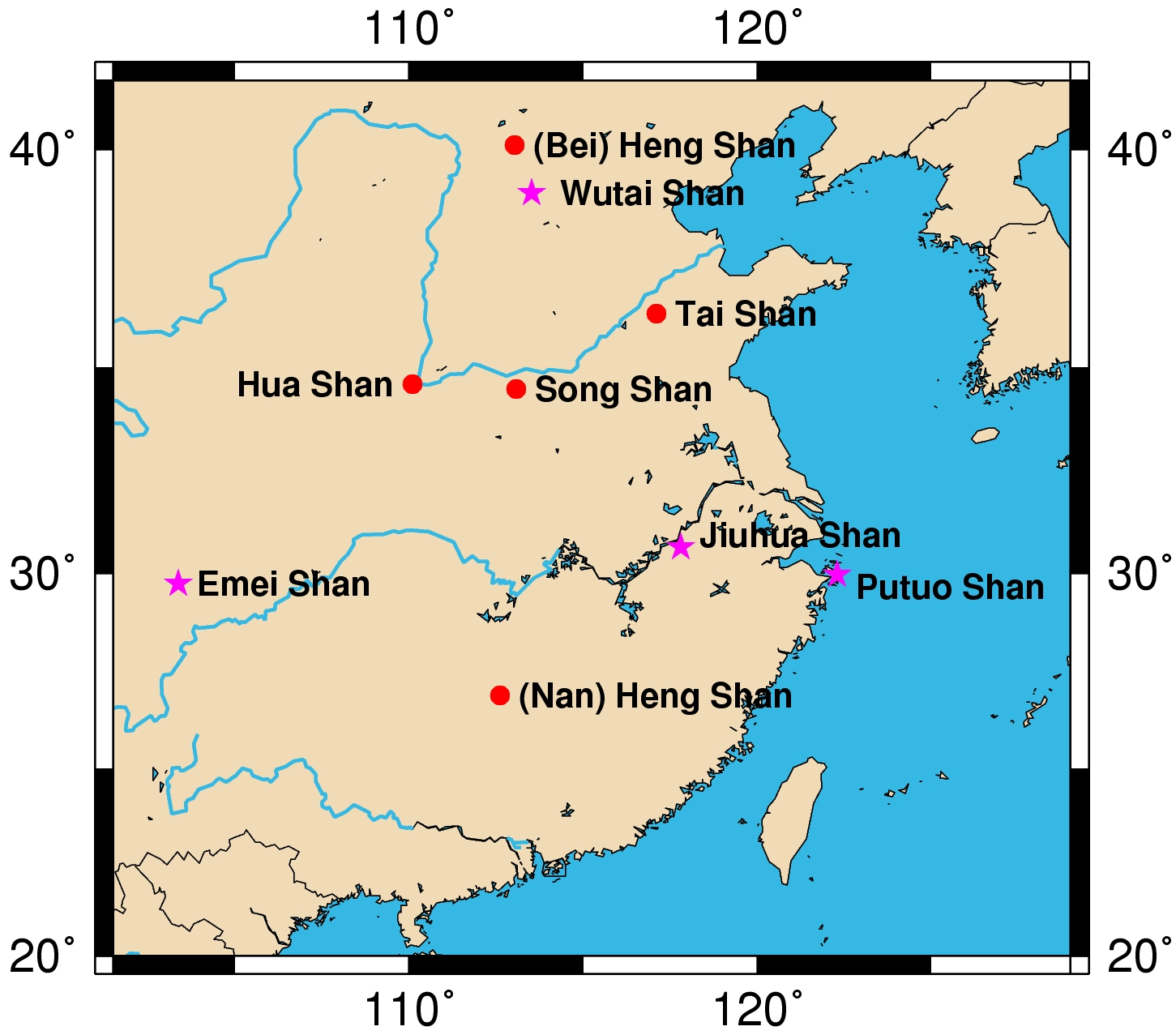
Mapa das montanhas sagradas da China. Com círculos vermelhos: grupo taoísta; estrelas rosadas: grupo budista

## As Cinco Grandes Montanhas

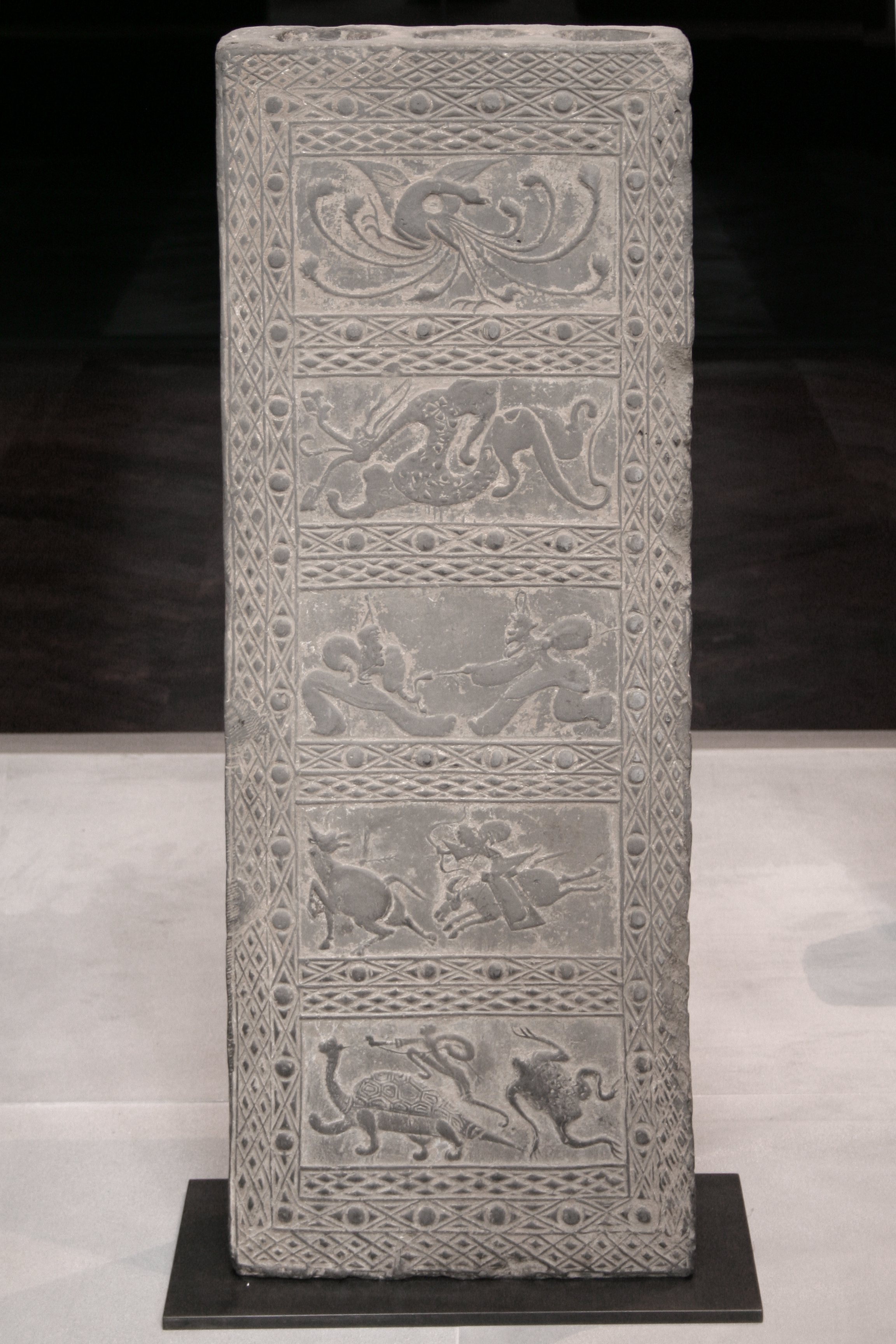
Peça da dinastia Han representando emblematicamente os cinco pontos cardeais

As Cinco Grandes Montanha do Taoísmo na China são listadas de acordo com as cinco pontos cardeais da geomancia chinesa, que inclui o centro como direção:

### Grande Montanha Oriental (Dōngyuè):Tài Shān
Em chinês tradicional: 泰山, chinês simplificado: 泰山; "Tranquil Mountain", Província de Shāndōng, 1545 m, 36° 15′ N, 117° 06′ L

### Grande Montanha Ocidental (Xīyuè):Huà Shān
Em chinês tradicional: 華山, chinês simplificado: 华山; "Montanha Esplêndida",
Província de Shănxī, 1997 m 34° 29′ N, 110° 05′ L

### Grande Montanha Meridional (Nányuè):Héng Shān (Hunan)
Em chinês tradicional: 衡山, chinês simplificado: 衡山; "Montanha do Equilíbrio", Província de Húnán, 1290 m, 27° 15′ N, 112° 39′ L

### Grande Montanha Setentrional (Běiyuè):Héng Shān
Em chinês tradicional: 恆山, chinês simplificado: 恒山; "Montanha Permanente", Província de Shānxī, 2017 m, 38° 35′ N, 112° 54′ L

### Grande Montanha Central (Zhōngyuè):Sōng Shān
Em chinês tradicional: 嵩山, chinês simplificado: 嵩山; "Montanha Sublime", Província de Hénán, 1494 m, 34° 29′ 05″ N, 112° 57′ 37″ L
Também são conhecidas de acordo com os pontos cardeais, ou seja, "Grande Montanha do Norte" (北嶽/北岳 Běi Yuè), "Grande Montanha do Sul" (南嶽/南岳 Nán Yuè), "Grande Montanha do Oriente" (東嶽/东岳 Dōng Yuè), "Grande Montanha do Ocidente" (西嶽/西岳 Xī Yuè), e "Grande Montanha Central" (中嶽/中岳 Zhōng Yuè).
De acordo com a mitologia chinesa, as Cinco Grandes Montanhas tiveram origem no corpo de Pangu (盤古/盘古 Pángǔ), o primeiro ser e criador do mundo. Devido à sua localização oriental, o monte Tài é associado ao nascer do Sol, significando nascimento e renovação. Devido a esta interpretação, é frequentemente visto como a mais sagrada das Cinco Montanhas, e a mitologia chinesa atribui a sua origem à cabeça de Pangu, enquanto o monte Heng em Hunan teria vindo do braço direito de Pangu, o monte Heng em Shanxi do braço esquerdo, o monte Song do seu tronco, e o monte Hua dos pés.

## As Quatro Montanhas Sagradas do Budismo

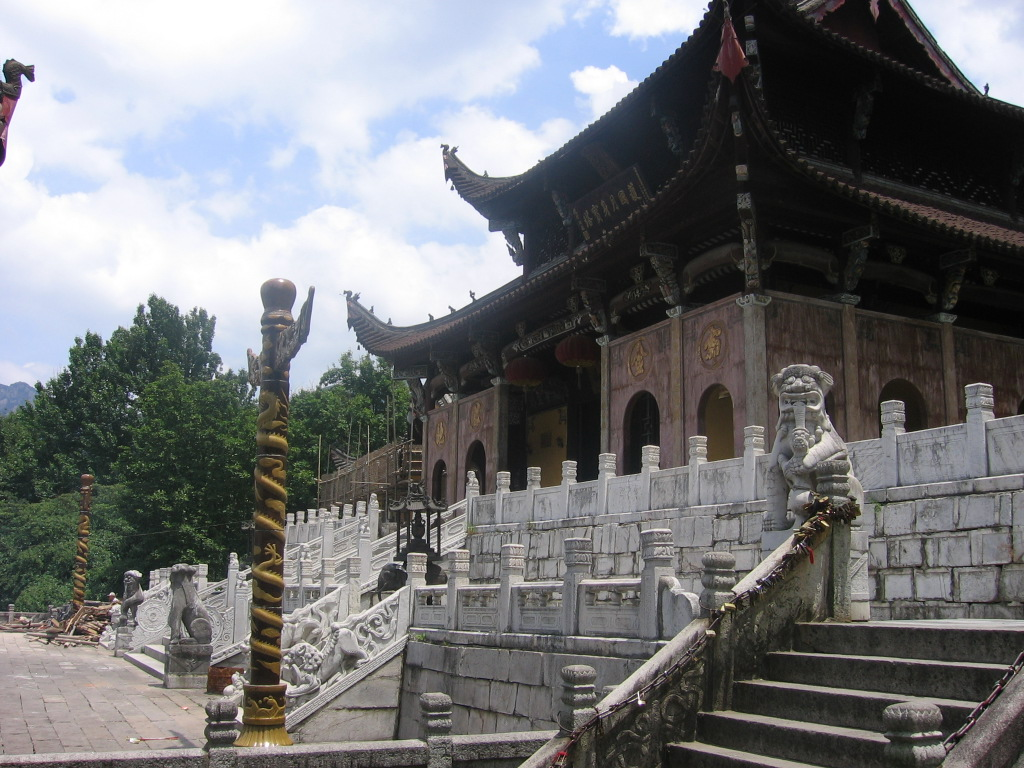
Templo de Roushen em Jiuhua Shan

As Quatro Montanhas Sagradas do Budismo na China são:

### Wǔtái Shān
chinês: 五台山; "Five-Platform Mountain", Shānxī Province, 3058 m,
39° 00′ N, 113° 35′ L
Wutai é local de residência do Bodhisattva da sabedoria, Manjusri ou Wenshu (Tradicional: 文殊) em chinês.

### Éméi Shān
Em chinês tradicional: 峨嵋山, chinês simplificado: 峨嵋山; "Alta e Sublime Montanha", província de Sìchuān, 3099 m, 29° 31′ 11″ N, 103° 19′ 57″ L
O padroeiro bodhisattva de Emei é Samantabhadra, em chinês designada Puxian (普贤菩萨).

### Jiǔhuá Shān
chinês tradicional: 九華山, chinês simplificado: 九华山; "Montanha das Nove Glórias", província de Ānhuī, 1341 m, 30° 28′ 56″ N, 117° 48′ 16″ L
Muitos dos templos e santuários na montanha são dedicados a Ksitigarbha (em chinês: Dìzàng, , em japonês: Jizō), um bodhisattva e protetor dos seres do reino dos Narakas

### Pǔtuó Shān
Em chinês tradicional: 普陀山, chinês simplificado: 普陀山; "Monte Potalaka", província de Zhèjiāng, 284 m
30° 00′ 35″ N, 122° 23′ 06″ L
Esta montanha é considerada como o bodhimanda de Avalokitesvara (Guan Yin), bodhisattva da compaixão.